# One Hundred Men and a Girl
One Hundred Men and a Girl is een Amerikaanse musicalfilm uit 1937 geregisseerd door Henry Koster. De hoofdrollen worden gespeeld door Deanna Durbin en Adolphe Menjou.
De film werd genomineerd voor vijf Oscars, waaronder de Oscar voor beste film. De film wist uiteindelijk één nominatie te verzilveren.

## Rolverdeling
| Acteur              | Personage                 |
| ------------------- | ------------------------- |
| Deanna Durbin       | Patricia "Patsy" Cardwell |
| Adolphe Menjou      | John Cardwell             |
| Leopold Stokowski   | Zichzelf                  |
| Eugene Pallette     | Mr. John R. Frost         |
| Alice Brady         | Mrs. Frost                |
| Alma Kruger         | Mrs. Tylre                |
| Mischa Auer         | Michael Borodoff          |
| Billy Gilbert       | De eigenaar van de garage |
| Jed Prouty          | Tommy Bitters             |
| Jack Smart          | Marshall                  |
| Frank Jenks         | Taxichauffeur             |
| Gerald Oliver Smith | Stevens                   |

## Prijzen en nominaties
| Jaar | Prijs          | Categorie              | Genomineerde(n)   | Uitslag     |
| ---- | -------------- | ---------------------- | ----------------- | ----------- |
| 1937 | Academy Awards | Beste film             | Beste film        | Genomineerd |
| 1937 | Academy Awards | Beste verhaal          | Hanns Kräly       | Genomineerd |
| 1937 | Academy Awards | Beste originele muziek | Charles Previn    | Gewonnen    |
| 1937 | Academy Awards | Beste montage          | Bernard W. Burton | Genomineerd |
| 1937 | Academy Awards | Beste geluid           | Homer G. Tasker   | Genomineerd |